# Lights, Love, Action!
Lights, Love, Action! é a primeira turnê solo da Jisoo. A turnê teve início em 14 de março de 2025, em Cidade Quezon, Filipinas e terminou em 30 de março de 2025, em Hanói, Vietnã. A turnê passou somente por cidades do continente asiático, como Banguecoque, Macau e Saitama.

## Antecedentes
Antes de iniciar sua carreira solo nos palcos, Jisoo já havia alcançado feitos expressivos como solista. Seu single álbum ME, lançado em março de 2023, registrou mais de 1,17 milhão de cópias vendidas apenas na primeira semana, um marco inédito entre artistas solo femininas na Coreia do Sul, de acordo com dados da Hanteo Chart. Esse desempenho consolidou seu nome no mercado musical como uma das solistas de maior destaque no K-pop. No início de 2025, ela lançou o EP Amortage, projeto que ampliou as expectativas para sua primeira turnê solo.

## Anúncio e promoção
Jisoo anunciou sua primeira turnê solo intitulada Lights, Love, Action! em 5 fevereiro de 2025, pouco tempo após lançar seu mini-álbum Amortage. O anúncio, feito pelas redes oficiais da artista e sua agência, rapidamente ganhou repercussão global, despertando grande expectativa entre fãs e críticos. A divulgação foi reforçada por uma série de teasers nas redes sociais e parcerias estratégicas com marcas reconhecidas, ampliando o alcance da turnê e destacando o caráter inovador das apresentações, que prometem misturar música, performance visual e interação com o público.

## Repertório
Act 1
1. "earthquake
2. "Your Love"
3. "TEARS"
4. "Hugs & Kisses"
5. "Flower"

Encore
1. "All Eyes On Me"
2. "earthquake"

Act 1
1. "earthquake
2. "Your Love"
3. "TEARS"
4. "Hugs & Kisses"
5. "Flower"

Encore
1. "All Eyes On Me"
2. "Your Love"

Act 1
1. "earthquake
2. "Your Love"
3. "TEARS"
4. "Hugs & Kisses"
5. "Flower"

Encore
1. "All Eyes On Me"
2. "Your Love"
3. "earthquake"

Act 1
1. "earthquake
2. "Your Love"
3. "TEARS"
4. "Hugs & Kisses"
5. "Flower"

Encore
1. "earthquake"

## Datas
| Data                | Cidade        | País      | Local                                                | Audiência (aprox.) | Receita |
| ------------------- | ------------- | --------- | ---------------------------------------------------- | ------------------ | ------- |
| Ásia                |               |           |                                                      |                    |         |
| 14 de março de 2025 | Cidade Quezon | Filipinas | Smart Araneta Coliseum                               | +100.000           | —       |
| 15 de março de 2025 | Banguecoque   | Tailândia | Queen Sirikit Convention Center, Exhibition Hall 1-2 | +100.000           | —       |
| 17 de março de 2025 | Saitama       | Japão     | Saitama Super Arena                                  | +100.000           | —       |
| 18 de março de 2025 | Saitama       | Japão     | Saitama Super Arena                                  | +100.000           | —       |
| 21 de março de 2025 | Macau         | China     | Galaxy Arena                                         | +100.000           | —       |
| 22 de março de 2025 | Macau         | China     | Galaxy Arena                                         | +100.000           | —       |
| 23 de março de 2025 | Taoyuan       | Taiwan    | Messe Taoyuan                                        | +100.000           | —       |
| 28 de março de 2025 | Hong Kong     | China     | AsiaWorld–Arena                                      | +100.000           | —       |
| 29 de março de 2025 | Hong Kong     | China     | AsiaWorld–Arena                                      | +100.000           | —       |
| 30 de março de 2025 | Hanói         | Vietname  | My Dinh Indoor Athletics Arena                       | +100.000           | —       |